# RED (村枝賢一)
『RED』（レッド）は、村枝賢一による日本の漫画。西部開拓時代末期を舞台にした復讐劇である。
掲載誌は『ヤングマガジンアッパーズ』（講談社刊）で、1998年第15号から2004年第21号まで連載された後、同誌の休刊ののちに『週刊ヤングマガジン』（同社刊）に引き継がれ、2005年第10号から第48号まで連載された。『週刊ヤングマガジン』では、『ヤングマガジンアッパーズ』の刊行ペースと同様の隔週連載であった。
連載回数は全151回。刊行された単行本は全19巻（講談社刊）。
2014年5月から2015年2月にかけて新装版が刊行された。新装版の巻数は全10巻（講談社刊）。

## 概要
19世紀末のアメリカ合衆国を舞台とし、西部開拓時代やインディアン戦争を物語の背景とした復讐劇である。主人公・レッドは騎兵隊に部族を虐殺されたインディアンであり、レッドが騎兵隊員に復讐をすることが物語の本筋である。伝統的な西部劇では善玉として扱われる騎兵隊を悪役に位置付け、また、悪役として扱われがちなインディアンを主人公に位置付け、騎兵隊に復讐をするインディアンという、伝統的な西部劇とは逆の構図を作っている点が物語上の特色である。
また、西部劇でありながら、もうひとりの主人公が日本人であることが特色である。伊東伊衛郎は西南戦争に反政府側として参加し、とある事情からアメリカ合衆国に落ち延びてきた元士族である。他にも主人公の仲間として、娼婦、巡回牧師、アパッチ族、セクシュアルマイノリティなどが登場し、総じて、社会のマイノリティの視点から日本やアメリカ合衆国の社会と歴史を描写している点も特徴である。
本作は、作者の新人時代の作品である “BIBLE” を下敷きとして構成されている。“BIBLE”は出自や事情の異なる男女4人が荒廃した中東をともに旅し、それぞれの故郷へ帰るまでを描いた作品である。“BIBLE” は未完に終わったが、“BIBLE” で構想された群像劇の要素や、ロードムービー的な要素は本作で生かされている。本作の作中では複数の主人公が設定され、多数の登場人物が登場し、運命の交錯が描かれる。ニューヨークからフロンティアまでのアメリカ合衆国全土（主として大陸横断鉄道の沿線地域）を舞台とし、主人公たちの運命がやがて収束していくまでが描かれている。

## あらすじ
1886年のアメリカ合衆国。西部開拓時代末期。フロンティアの開拓が終焉し、大陸横断鉄道が敷かれ、長く続いたインディアン戦争が終わろうとしていた時代。インディアンたちは敗れ、先祖から続く暮らしを奪われ、居留地へと追いやられ、苦しみに喘ぎながらも、なお生きていた。
ある町に伊東伊衛郎という男が住んでいた。伊衛郎は西南戦争に参加して敗れ、落ち延びてきた元士族である。かつて敗れたときに多くの仲間を失ったことを悔やみ、鬱々としながら暮らしていた。同じ町にアンジーという娼婦がいた。美貌の娼婦として知られ、またその気っぷの良さでも知られていた。
ある日、町をひとりのインディアンが訪れる。レッドと名乗るその長身の青年は、旅のインディアン芸人であり、興業のために町を訪れたのだ。レッドと伊衛郎は知り合い、また、アンジーはレッドを気に入る。ある事件をきっかけに、レッドに心を救われたと思った伊衛郎は、レッドの旅に同行する。また、アンジーも個人的な動機からレッドと伊衛郎と同行する。
旅の途中で三人は、グレイと名乗る巡回牧師と出会う。グレイはなぜかレッドのことを知っており、レッドの生い立ちを伊衛郎とアンジーに話す。レッドは10年前に虐殺されたインディアンの部族、ウィシャの唯一の生き残りだというのだ。レッドは虐殺を行った第七騎兵隊・ブルー小隊隊員25名のリストを持っており、全員を殺すために旅をしているのだという。グレイはレッドに重厚長大なリボルバー「ヘイトソング」を渡す。尋常でない破壊力を持つ「ヘイトソング」でならば、ブルー小隊隊員全員を殺すことができるとレッドは確信し、狂喜するのだった。
アンジーはブルー小隊隊員を探すために独自の調査を開始する。最初の標的はオーエン・ランディスという男であった。オーエンのもとに向かうアンジーであったが、そこにはかつての娼婦の仲間であるタリアの姿があった。タリアはオーエンの妻であり今は身重であった。オーエンはブルー小隊の解散後、すっかり丸くなっており、今ではタリアとともに町でレストランを経営していた。オーエンの殺害を諦めるアンジーであったが、ブルー小隊の副司令官であるジョン・テレンスがオーエンを直々に招集する場面に出くわす。アンジーはテレンスを退散させるが、オーエンはテレンスの圧力に屈し、タリアを残して去る。タリアは動転し、アンジーに感情をぶつけ、アンジーとタリアは決別した。
その頃、レッドはアリゾナ準州にあるフォート・トーマスにインディアン斥候に身をやつして潜入していた。目的はフォート・トーマスの司令官、元ブルー小隊隊員のエドワード・ゴールドスミスの捕縛であった。
ゴールドスミスはブルー小隊の優秀な狙撃手であったが、ウィシャを小隊が虐殺したときに虐殺にただ一人反対し、その後も司令官であるブルー大尉に恨みを持ち、虐殺事件を軍上層部に告発した。その結果、ブルー小隊は解散され、隊員は全員軍から除隊された。しかしゴールドスミスは軍に残り、大佐の地位にまで上りつめた。
レッドはゴールドスミスを襲撃して拉致し、以降はブルーを探す手がかりとしてゴールドスミスを利用することにした。ゴールドスミスもまた、ブルーを殺すためにレッドに協力をすることにした。そして二人はブルーを追うために東方・ニューヨークへ向かうことにした。
ニューヨーク。グレイは旧知のもとを訪れていた。スタージェスというその男は、年齢はグレイとさほど変わらないはずであったが、異様に老け込んでおり、常に何かにおびえていた。スタージェスにはスカーレットという養女がいたが、そのスカーレットはインディアンの少女であった。
スカーレットは聡明で愛らしかったし、その並外れた優しさで皆から愛されていた。不自由ない暮らしを送っていたスカーレットであったが、ある日に運命が急転する。通っていた小学校をブルーの部下たちが襲撃し、児童を含め多数の死傷者が出たのだ。グレイに救出されたスカーレットは、スタージェスの懇願により西方へ逃れることになる。
東方へ向かう大陸横断鉄道上でブルー小隊隊員を殺害したレッドは、ネブラスカ州スプリングスシティに到着した。時を同じくして、西方に向かっていたスカーレットとグレイたちもスプリングスシティに到着する。同時期に、同道していた伊衛郎とアンジーもスプリングスシティに到着していた。
さらに、ブルーの命令によりスカーレットを追っているオーエンと、元ブルー小隊隊員・コッパー兄弟がスプリングスシティに到着。運命が交錯しようとしていた。
コッパー兄弟はスカーレットをいっそのこと殺してしまおうとオーエンをそそのかすが、オーエンは子供を殺すことはできないと激しく拒絶し仲間割れを起こした。コッパー兄弟はスカーレットとスタージェスを追跡し殺害しようと試みるが、グレイとアンジーに阻止される。そしてスカーレットは逃亡の道中、レッドと邂逅する。二人はお互いの名前も名乗ることのないまま別れる。
伊衛郎はオーエンと出会い、オーエンが少女を魔の手から救おうとしていることを知り同行する。伊衛郎はオーエンの情け深さに同調するが、しかしオーエンは奮闘むなしくコッパー兄弟と相打ちになる。その現場にレッドが現れ、レッドは、オーエンにもコッパー兄弟にも自らの手を下せなかったと悔やむ。伊衛郎はレッドに、オーエンには帰りを待つ妻子がいた、それでもオーエンを殺したのかと問うが、レッドはそれでも殺したと答え、伊衛郎は戦慄する。
ここに来て伊衛郎の心中にも変化が起きていた。最初はレッドへの恩を返すための旅だった。しかし、レッドの過去と内心を知るにつれ、レッドと旅をするためには自分の覚悟を問い直す必要があると考えるようになっていたのである。
レッドと伊衛郎、アンジーとゴールドスミスは東方へ向かうカジノ船に乗船するが、そこでテレンス率いるブルー小隊A小隊隊員5名の襲撃を受ける。死闘の末、A小隊隊員を退けたレッドたちであったが、伊衛郎が頭部を負傷してしまう。
伊衛郎は戦闘のさなか、すべての黒幕であるブルーと対面していた。ブルーは物静かに「レッドは癒やされているだろうか？」と伊衛郎に問うた。真意を量りかねた伊衛郎であったが、その後に続いたブルーの告白を聞き、ブルーの奇怪さを実感する。
到底理解できないブルーの動機、それを基礎にして進むブルーの陰謀、これらを知った伊衛郎は、ブルーを止めるために旅をすることを決意する。伊衛郎は、レッドのための旅でなく、自分のための旅をすることにした。
アパッチ族の少年であるチリカは、レッドがヘイトソングを得た夜にレッドと出会い、ゴールドスミスを捕らえるためにレッドがフォート・トーマスに潜入した際にもレッドに同行していた。しかし、レッドはゴールドスミスを拉致したのち、チリカの前から姿を消した。チリカはアパッチ族であるインディアン斥候の隊長・アルコーズの元で暮らしていたが、ある日、信じがたい報を耳にする。アパッチ族の武闘派、ジェロニモが投降したというのだ。事実を確認したチリカは取り乱し、アパッチは終わりだと悲嘆に暮れる。
やがて、フォート・トーマスのインディアン斥候にも転機が訪れた。インディアン斥候とその家族には、フロリダに居留区が用意されているから全て移動するべしとの決定がなされたのである。フロリダへ向かう列車の車中で、アルコーズは、斥候として生きることがアパッチに平穏をもたらすと思っていたが、ジェロニモを捕らえたときに全てのアパッチから平穏が奪われるとはと嘆く。そしてアルコーズは、チリカに「お前は最後のアパッチとなれ」と告げ、チリカを列車から逃がす。チリカはアルコーズの言葉を受け止め、最後のアパッチとしての矜持を胸に生きていくことを決める。
スカーレットとグレイたちはダコタ準州に到着していた。グレイの導きにより、スカーレットは居留地に生きるインディアンの部族、マザスカと出会う。
マザスカに歓迎され、マザスカの一員となるべく儀礼を進めたスカーレットであったが、儀礼の最中にたびたび悲壮な顔をした少年の幻影（ヴィジョン）を見るようになる。ついにスカーレットがマザスカとなる最後の儀礼を終えようとしていたとき、儀礼をやめろという声が上がった。この娘は「あの男」と同じウィシャである、ウィシャは災いをマザスカにもたらす、であるからこの娘をマザスカに受け入れることはできない、と。
スカーレットは、10年前に起きたウィシャの虐殺の際、瀕死の母親から生まれた赤子であった。ブルー小隊に随伴していたスタージェスが保護し、養子として養育したのだ。
マザスカの長であるシルバーリングは、死の床でスカーレットにレッドのことを語った。レッドと初めて出会ってしばらくのこと、少年から青年への成長、レッドを自分の息子として受け入れてやりたかったこと、しかし自分がブルー小隊隊員のリストをレッドに渡す決断をしたからそれは叶わなかったことを。そしてシルバーリングはスカーレットに問う。「お前は俺の娘となるか？それとも、ウィシャとして生きるか？」。スカーレットは、レッドとは、スプリングスシティで出会ったインディアンの青年であることを確信した。そして、レッドの姿と悲壮な少年の幻影（ヴィジョン）が重なったとき、スカーレットの心は決まった。「私は、もうひとりのウィシャとしてレッドを救う」と。
かくしてスカーレットはマザスカを去り、レッドを捜す旅へとひとり旅立っていった。しかしブルーの魔手はまたしてもスカーレットに伸びようとしていた。ブルーの命令を受けてスカーレットの捜索に当たっていた村崎十字郎がついにマザスカの所にたどり着いたのである。グレイと村崎は交戦し、村崎は一時撤退した。
レッドたちはミズーリ州ドッグウッドでブルー小隊隊員たちが無法者を集めているという情報を掴み、ケンタッキー州を発しミズーリ州へと向かった。集団戦を制したレッドたちであったが、伊衛郎が狙撃を受けて川に転落し、行方知れずになってしまう。その直後、無法者の中に紛れていたブルーがレッドの前に姿を現した。ブルーに随伴していたD小隊隊員たちに制圧され、なすすべなく拘束されるレッドたち。伊衛郎を失った怒りに燃えるレッドに、ブルーはレッドたちを自らの邸宅に迎えたいと告げ、レッドたちのもとから去って行った。
ひとり旅をしていたスカーレットは、道中でチリカと出会い同行する。やがてスプリングスシティを再び訪れたスカーレットは村崎十字郎と出会う。村崎は独特の宗教観を持っていて、スカーレットこそがこの世の救い主であると心酔しており、旅への同行を願い出た。
スカーレットは旅の途中、川に流されていた男を助ける。ミズーリで行方不明となった伊衛郎であった。伊衛郎はスカーレットがウィシャであることを知り愕然とする。そして伊衛郎には望まぬ再会が待っていた。村崎と伊衛郎は幼なじみであり、ともにアメリカへ逃れてきた間柄であったが、あることを理由に袂を分かったのだった。村崎は伊衛郎に昔ながらの友として接したい一方、伊衛郎は村崎を許すことができず、二人の思いはすれ違う。伊衛郎の感情を和らげるために村崎は伊衛郎に提案をする。知り合いの経営する農場にスカーレットを預けてはどうかという提案であった。スカーレットの安全を守るために、伊衛郎は仕方なく村崎の提案に乗るが、その知り合いとはブルーのことであった。農場で伊衛郎はブルーと対決するがブルーを取り逃がし、結局、スカーレットを村崎にさらわれてしまう。
レッドたちは決戦のためブルーの邸宅にやってきた。アンジーとグレイ、ゴールドスミスを置き去りにし、単身、ブルーの邸宅に乗り込むレッドであったが、そこにブルーはおらず、副官のテレンスがひとりで邸宅を守っているのみだった。度重なる失敗で立場的に追い詰められたテレンスはレッドに必死の抵抗をするが、レッドはテレンスを殺す。
そこに一人の男がやってきた。スカーレットに同行していたベーカーという男が、ブルーからのメッセージを携えてやってきたのだ。ベーカーの言葉により伊衛郎の生存を知ったレッドは急遽、ブルーの農場へと向かう。
レッドと伊衛郎はブルーの農場で再会した。伊衛郎はレッドとの再会を喜ぶことなく、幾つかの事実をレッドに告げる。レッドの他にウィシャの生き残りがいること、スカーレットという少女であること、そしてスカーレットは今はブルーの手中にあること。伊衛郎の言葉に対して、レッドは、ウィシャの生き残りが他にいようが関係なくブルーを殺すまでだと答えるが、その心中は動揺していた。
動揺するレッドの前に、ブラウンという女性が現れる。ブラウンはクリーブランド大統領の私設エージェントであり、ブルーの陰謀を阻止するために活動していた。ブラウンはブルーの陰謀の全容と、ブルーが「青の猟兵」と呼ばれる特殊部隊をアメリカ陸軍内に組織していることをレッドたちに告げる。青の猟兵はダコタ準州のラシュモア山に集結し、そこにブルーとスカーレットもいるという。
レッドたちはブルーと決着を付けるべく、ラシュモア山へと向かうのだった。
幾千もの夕日の向こう、憎しみ、恨み、悲しみ、その果てにあるものなど誰にも分からない。

## 登場人物
登場人物の名前は、赤・黄・青といった、色の名前を元にしているものが多い。また、実在の人物も登場する。

### レッドと仲間
レッド
物語の主人公。
スー族の一部族、ウィシャに生まれる。生まれてまもなく両親を亡くし、年の近かったオセオラの一家のもとで育つ。ウィシャの残り少ない男子のひとりであった。9歳の時にウィシャが居留地へと移送される途上で、ホワイトリバーの虐殺が発生、ウィシャは無差別に殺害され、親友のオセオラも目の前で殺されてしまう。
事件のあと、近くに居留していたマザスカに拾われ、10年間をそこで暮らす。マザスカに馴染みかけたが、ブルー小隊隊員のリストを入手したことで復讐心を呼び起こし、マザスカを追放される。
追放されてのちは旅芸人として生計を立てていた。ワイルド・インディアン・ショーの演者として訪れた町で伊衛郎とアンジーに出会うところから、物語は始まる。
復讐を心に決めて以降は周囲に心を閉ざしているが、本来であれば快活で情に厚い性格をしている。
並外れた長身の偉丈夫。生まれつき髪の色が白いという身体的特徴を持つ。
モデルとなった人物は香取慎吾。
伊東伊衛郎（）
旧肥後藩の元士族。鉄砲足軽の末裔で狙撃の名手。柔術は得意だが、剣術は不得手。
風采は短躯。お人好しで、「弱いものの味方」を地でいく人間味に溢れた好漢。酒に非常に強く、ウィスキーのボトルを10本近く空けてようやく酩酊する程度。
かつて西南戦争において反政府軍に従軍しており、最後は田原坂において仲間が全員自決してしまった中、自分が後を追えなかったことを悔いている。
幼馴染の村崎の強い希望に乗る形で渡米するが、とあるきっかけで村崎とは決別する。
ある町で洗濯屋の下働きをしていたが、旅芸人として町を訪れたレッドと知り合い、行動をともにすることになる。
最初はレッドの復讐のことを知らず、レッドと同行することで自分の人生を取り戻せると考えていた。しかし、あまりにも苛烈なレッドの復讐を目の当たりにして、自らの道行きに疑問を抱く。オーエンとの出会い、ブルーとの邂逅を経て、やがて自らの旅の理由を見つけることとなる。アンジーにひそかに好意を寄せている。
モデルとなった人物は川谷拓三。
アンジー
伊衛郎と同じ町に住んでいる娼婦。
町を訪れたレッドに好意を抱き、行動をともにすることになる。
金髪碧眼。天真爛漫で、気っ風の良い世慣れた人物であり、強気な性格である。ギャンブルに非常に強く、特にカードで負けた描写は一度もない。本人もそれを十分承知しており、道行く先でギャンブルをしかけては旅費を稼いでいる。射撃の心得があり、遠く離れた的も正確に撃ち抜くことが出来る。
モデルとなった人物はシャロン・ストーン。
スカーレット
白人の中で暮らすインディアンの少女。クリスチャン・スタージェスの養子。
出生の秘密ゆえにブルーたちに追われることとなる。旅の途中でレッドと出会い、やがて自らの宿命を悟る。
スタージェスの旧知であるグレイを慕っている。優しさと慈悲心に満ちあふれた少女。
チリカ
アパッチ族の少年。
家族をメキシコ軍に殺され、孤児となったところをジェロニモに拾われる。以後、ジェロニモの率いる武装集団の中で暮らす。ジェロニモが町を襲撃したときにレッドと出会い、ともに戦ったあと、行動をともにすることになる。
アルコーズを義理の父と慕っている。スカーレットを密かに慕っている。ジェロニモの下で育ったため、銃器の扱いに慣れている。
グレイ
レッドの復讐を手伝う謎の巡回牧師。アメリカ軍の試作拳銃であるヘイトソングをレッドに手渡し、復讐を加速させる。
スタージェスとは旧知であり、スカーレットを庇護の対象としている。アンジーとはかつて客だったことがある。
女たらしで酒好き。既に旧式化しているパーカッション式シングルアクションリボルバー、レミントンM1858の二丁拳銃の使い手。
モデルとなった人物はフランコ・ネロ。
エドワード・ゴールドスミス
元ブルー小隊隊員。アメリカ陸軍大佐。屈強な、隻眼の老人。隻眼となるまでは狙撃の名手としてブルー小隊の一翼を担っていた。ホワイトリバーの虐殺が起きた際にただ一人虐殺に反対し、その後もブルーを恨み、虐殺事件を軍上層部に告発した。ブルー小隊はそれが元で解散となったが、ゴールドスミスは軍に残り、大佐の地位に上り詰めた。
フォート・トーマスの指揮に当たっていたがレッドに捕らえられ、ブルーを殺すために行動をともにすることになる。
モデルとなった人物は俳優のショーン・コネリー。

### ブルー小隊
アメリカ合衆国陸軍第七騎兵連隊ブルー小隊。ブルー大尉を隊長に、4分隊25名から構成される。この物語の元凶である。
1876年、ダコタ準州ホワイトリバーにおいて、居留地に連行中のウィシャ・スーを一方的に殺戮した。エドワード・ゴールドスミスの訴えにより、第七騎兵隊の指揮官であるカスター将軍は、この事件の隠蔽を決定。隊員全員を2階級特進させ強制的に除隊、ブルー小隊を解散させた。なお、リトルビッグホーンの戦いで第七騎兵隊が全滅したのは、ブルー小隊の解散後のことである。
隊の支給品であった コルト・シングル・アクション・アーミー キャバルリー(COLT Single Action Army Cavalry、騎兵向け約7.5インチモデル）を使用する者が多い。
ブルー
ブルー小隊の指揮官。階級は大尉。
凶状を持つ人物を惹きつけるカリスマを持つ。アメリカ合衆国を変容させる陰謀を巡らせており、彼の存在自体がアメリカにとっての脅威となっている。
著者あとがきに拠れば、仲代達矢を外観のモデルとしている。
ウォーターズ
ブルーの手下で各地にいる元ブルー小隊隊員への連絡員を務める物腰の低い小男。

“A”分隊
ジョン・テレンス
ブルー小隊の副官。“A”分隊隊長。
復讐を開始したレッドを調査し、追跡している。かつてよりブルーを崇拝していたが、ブルーの真意を知って以降は疑心暗鬼となり、ブルーを怖れることとなる。残忍な性格で、徹底的な人種差別主義者であり、白人以外の人間を人間と捉えてはいない。
ヒュー・ルーカス、ブライアン・ビショップ、ノーマン・クイン、ビル・キングストン、クリストファー・ナイト
カジノ船に乗るレッドらを襲撃し、返り討ちにあう。

“B”分隊
ハロルド・バーンズ（分隊長）、ハンプトン・ヒル、オーエン・ランディス、アーノルド・コッパー (AC)、ダニエル・コッパー (DC)、ギルス・グリーンウェル
“C”分隊
マシュー・オコーナー（分隊長）、エドワード・ゴールドスミス（上述）、パトリック・ブーン、バージル・バリー、ロブ・モックリッジ、デニス・シーゲル
長距離支援を目的とする狙撃分隊であり、長銃身のライフルを装備する。

“D”分隊
A・G・ウエスト、コージー・サットン、ケイン、ヒーリー、ライノ、ロイ
元は人並み以上に心優しい人間たちであったが、ブルー自らによる訓練の結果、兵士としての卓越した技能と強い残虐性を持つに至った。

青の猟兵
ブルーが提唱した兵士への教育プログラムを生き残った軍の精兵。100人を超える。

### その他の人物（五十音順）
オセオラ
ティヨーレ（レッド）の無二の親友。
ホワイトリバーの虐殺時に、ティヨーレをかばって絶命する。死の間際に、部族の仇を討つようティヨーレに言い遺す。
ガブリエル・ウォーカー
スカーレットの付き人。巨漢の黒人。障害のため、言葉を発することができない。スカーレットが危機に瀕すると身を挺して守る勇敢な人物。「沈黙の聖人」の二つ名を持つボクシングのアメリカ東部チャンピオンである。
クリスチャン・スタージェス
スカーレットの養親。グレイの旧知。
ホワイトリバーの虐殺時、内務省BIA（インディアン管理局）局員としてブルー小隊に随伴していた。虐殺発生時に制止しようとするも叶わず、静観を余儀なくされた。虐殺を止め得なかったことを悔いる気持ちから、スカーレットを養子として育てている。心労から、年齢以上に老いた外見をしている。
グローバー・クリーブランド
実在の人物。アメリカ合衆国第22代大統領。
作中ではブルーの陰謀を阻止するため、アメリカ全土にエージェントを放ち活動させている。
エージェント
クリーブランドが弁護士であった時期にスタージェスの告発を聞いたことをきっかけとし、法では対処しきれない事案に対処するためにクリーブランドが組織した私設調査機関。クリーブランドの旧知であるブラウンがリーダーを務める。
ブラウン
リーダー格の女性。クリーブランドやグレイの父親とも旧知の間柄。「ブラウン」は髪の色に由来する偽名である。
ブラック、アッシュ、カーキ、ビリジアン、ネイビー、セピア
エージェントたち。いずれもコードネームであり本名は別にある。

シルバーリング
スー族の一部族、マザスカの長。名前は太い腕にはまった銀の腕輪から。かつては勇猛な戦士として知られていたが、マザスカの敗勢が濃くなってからはマザスカの将来を思い、白人の社会に溶け込めるように取りはからった。情義に厚い人物であり、マザスカの民からは畏敬の念をもって敬われる。ホワイトリバーの虐殺から生き延びたティヨーレを拾い、レッドという名を与えて保護した。
村崎十字郎（）
伊衛郎の幼なじみ。長身を黒衣に包み、整った顔立ちながら無表情で不気味な男。伊衛郎に対して、友情とも愛情ともつかない独占欲を示す。
隠れキリシタンの商家の生まれで一応キリシタンだが、独特の宗教観を持っており、スカーレットをその素性から「まりあ様の生まれ変わり」と見定めて捜索している。
居合いの使い手で、かつては「居合いの村崎」として肥後藩葦北では名の知れた存在であった。昔は伊衛郎と友好的な関係を築いており、西南戦争後、自責の念に駆られる伊衛郎をアメリカへ行くこと決心させたが、あることを理由に袂を分かつことになる。
“ライトニング”ベーカー
ネブラスカきっての凶悪犯。
強盗や殺人など数々の犯罪を行った賞金首。6フィート半はあるという体躯を持ち、女言葉で喋る黒人男性(オカマ)。ボクシングのアメリカ西部チャンピオン。
ガブリエルに好意を抱き、ガブリエルを助けるというかたちで、間接的にレッドの復讐に協力する。
村枝はベーカーのキャラクターを気に入り、自作品の『仮面ライダーSPIRITS』や短編『ジングルベルアーミー』などにも登場させている。

## 作中用語（五十音順）
ウィシャ
スー族の架空の一部族。ティヨーレ（レッド）が生まれた部族。
かつては白人に猛烈に抵抗していたものの、戦いを経るうちに損耗し、勢力を縮小していた。その結果、アメリカ合衆国の管理下に置かれ、居留地への移動を余儀なくされることとなった。1876年、ウィシャは居留地への移送のため、ダコタ準州ホワイトリバー河畔を移動していた。そのさなか、ウィシャは、護衛に就いていたアメリカ合衆国陸軍第七騎兵隊ブルー小隊の無差別な発砲を受ける。女性と子供、老人を主な構成員とするウィシャは抵抗することもなく、ティヨーレを除く全員が殺害された。
狭間筒
伊衛郎が使う長銃身の火縄銃。伊東家伝来の肥後銃である。一般的な火縄銃の全長よりも長い銃身が最大の特徴であり、劇中では度々目にした者達を驚愕させていた。火縄銃故の仕様と長銃身という点が相まって装弾にはかなりの手間とタイムラグを要するが、狙撃銃として十分過ぎるほどの長い有効射程と威力を兼ね備えており、伊衛郎の狙撃能力との相乗効果で驚異的な命中精度を発揮する。
狭間筒とは実在した銃種であり、城の防衛に用いられるのが一般的である。城の壁にもうけられている狭間（銃眼）に据え置いて使うため狭間筒と呼ばれる。
- 全長201cm、重量11.61kg、口径13.5mm、総弾数1

ヘイトソング
レッドが使う重厚長大なリボルバー。アメリカ軍が開発した試作型拳銃である。型式番号は "S&W M03A7 HATESONG"。
ヘイトソングは、ライフル用の弾丸である.45-70ライフル弾を発射できるリボルバーである。拳銃の範疇から外れた射程と破壊力を持つが、射手に並外れた反動制御能力や筋力を要求する規格外のモデルである。独特の機構を持つオートマティックリボルバーであり、弾丸の発射とともに、弾丸のガス圧を利用してフレーム上部を後退させ、シリンダーを回転、ハンマーをコックさせる仕組みとなっている。この機構により、シングルアクションのリボルバーとは異なり、速射を可能にしている。
銃身下部に長大なナイフを取り付けることができ、これにより格闘戦にも対応する。
- 全長43.8cm、重量5.02kg、45口径、総弾数6

ホワイトリバー / ホワイトリバーの虐殺
ホワイトリバーは架空の河川。ダコタ準州を流れる。白い粘土質の土を多量に含むために白く見え、そのためにホワイトリバーと呼ばれる。
ホワイトリバーの虐殺は、ホワイトリバーで起きた架空の虐殺事件。1876年、ウィシャを居留地へと移送中だったアメリカ陸軍第七騎兵隊ブルー小隊が、突如としてウィシャへ無差別な発砲を行った。ウィシャはティヨーレを除き全員殺害された。
アメリカ西部開拓時代には、インディアンの虐殺事件は常態化しており、アメリカ国民から賞賛の声は上がっても、問題視されることはほとんどなかった。
マザスカ
スー族の架空の一部族。ダコタ準州パインヒル居留地に居留している。
かつては白人に対して猛烈に抵抗していたものの、族長のシルバーリングが白人と取引をし、白人の文化を受け入れ、居留を許されている。

## 単行本一覧
- 1巻 第1話 - 第7話 ISBN 4-06-346012-6
- 2巻 第8話 - 第15話 ISBN 4-06-346026-6
- 3巻 第16話 - 第23話 ISBN 4-06-346049-5
- 4巻 第24話 - 第31話 ISBN 4-06-346055-X
- 5巻 第32話 - 第39話 ISBN 4-06-346077-0
- 6巻 第40話 - 第47話 ISBN 4-06-346089-4
- 7巻 第48話 - 第55話 ISBN 4-06-346104-1
- 8巻 第56話 - 第63話 ISBN 4-06-346124-6
- 9巻 第64話 - 第71話 ISBN 4-06-346138-6
- 10巻 第72話 - 第81話 ISBN 4-06-346153-X
- 11巻 第82話 - 第89話 ISBN 4-06-346181-5
- 12巻 第90話 - 第98話 ISBN 4-06-346198-X
- 13巻 第99話 - 第104話 ISBN 4-06-346216-1
- 14巻 第105話 - 第111話 ISBN 4-06-346234-X
- 15巻 第112話 - 第119話 ISBN 4-06-346239-0
- 16巻 第120話 - 第126話 ISBN 4-06-346256-0
- 17巻 第127話 - 第133話 ISBN 4-06-346259-5
- 18巻 第134話 - 第142話 ISBN 4-06-361357-7
- 19巻 第143話 - 第151話 ISBN 4-06-361394-1

（新装版）
- 1巻 第1話 - 第15話 ISBN 4-06-377016-8
- 2巻 第16話 - 第31話 ISBN 4-06-377017-6
- 3巻 第32話 - 第47話 ISBN 4-06-377018-4
- 4巻 第48話 - 第63話 ISBN 4-06-377019-2
- 5巻 第64話 - 第81話 ISBN 4-06-377065-6
- 6巻 第82話 - 第98話 ISBN 4-06-377083-4
- 7巻 第99話 - 第111話 ISBN 4-06-377086-9
- 8巻 第112話 - 第126話 ISBN 4-06-377103-2
- 9巻 第127話 - 第137話 ISBN 4-06-377113-X
- 10巻 第138話 - 第151話 ISBN 4-06-377130-X